# Tom Tjaarda
Tom Tjaarda (nome completo Stevens Thompson Tjaarda van Starkenberg) (Detroit, 23 luglio 1934 – Torino, 1º giugno 2017) è stato un designer statunitense di origini olandesi, che ha svolto l'attività di progettista e stilista d'auto quasi esclusivamente in Italia, realizzando vetture per Ferrari, FIAT e De Tomaso.

## Biografia

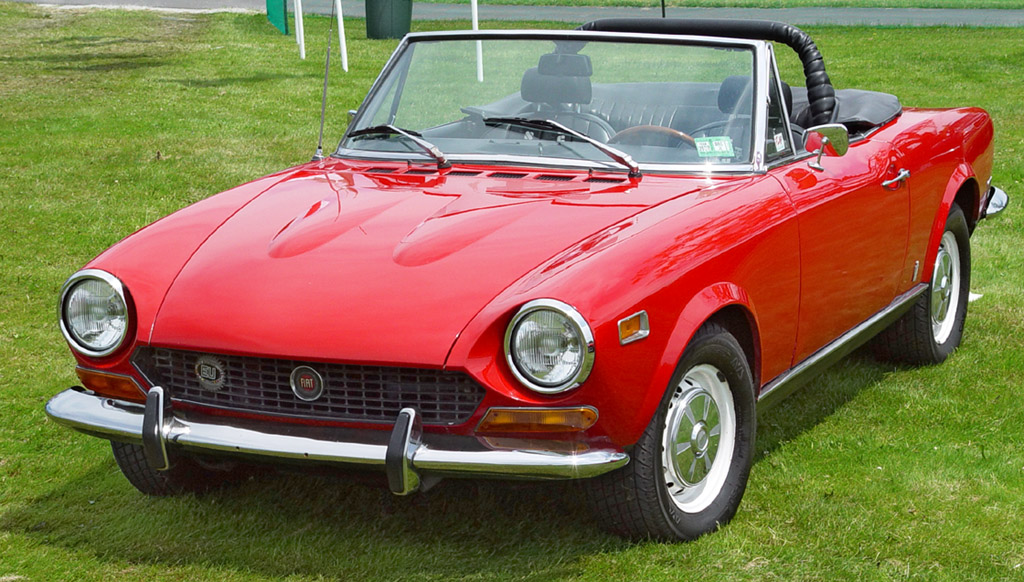
Fiat 124 Sport Spider del 1974, opera più nota di Tjaarda

Figlio dell'olandese-americano Joop van Starkenberg Tjaarda (1897-1962), ribattezzato John Tjaarda, apprezzato designer degli anni trenta e creatore della Lincoln Zephyr, decise di seguire le orme paterne.
Laureatosi in architettura presso l'Università del Michigan, è proprio durante il corso di laurea che venne notato da Luigi Segre, responsabile dello stile alla Ghia, il quale, visto un suo progetto per una giardinetta sportiva, gli offrì un corso di specializzazione. L'occasione di lavorare nella patria del design automobilistico era per Tjaarda irrinunciabile e, seduta stante, si trasferì a Torino.

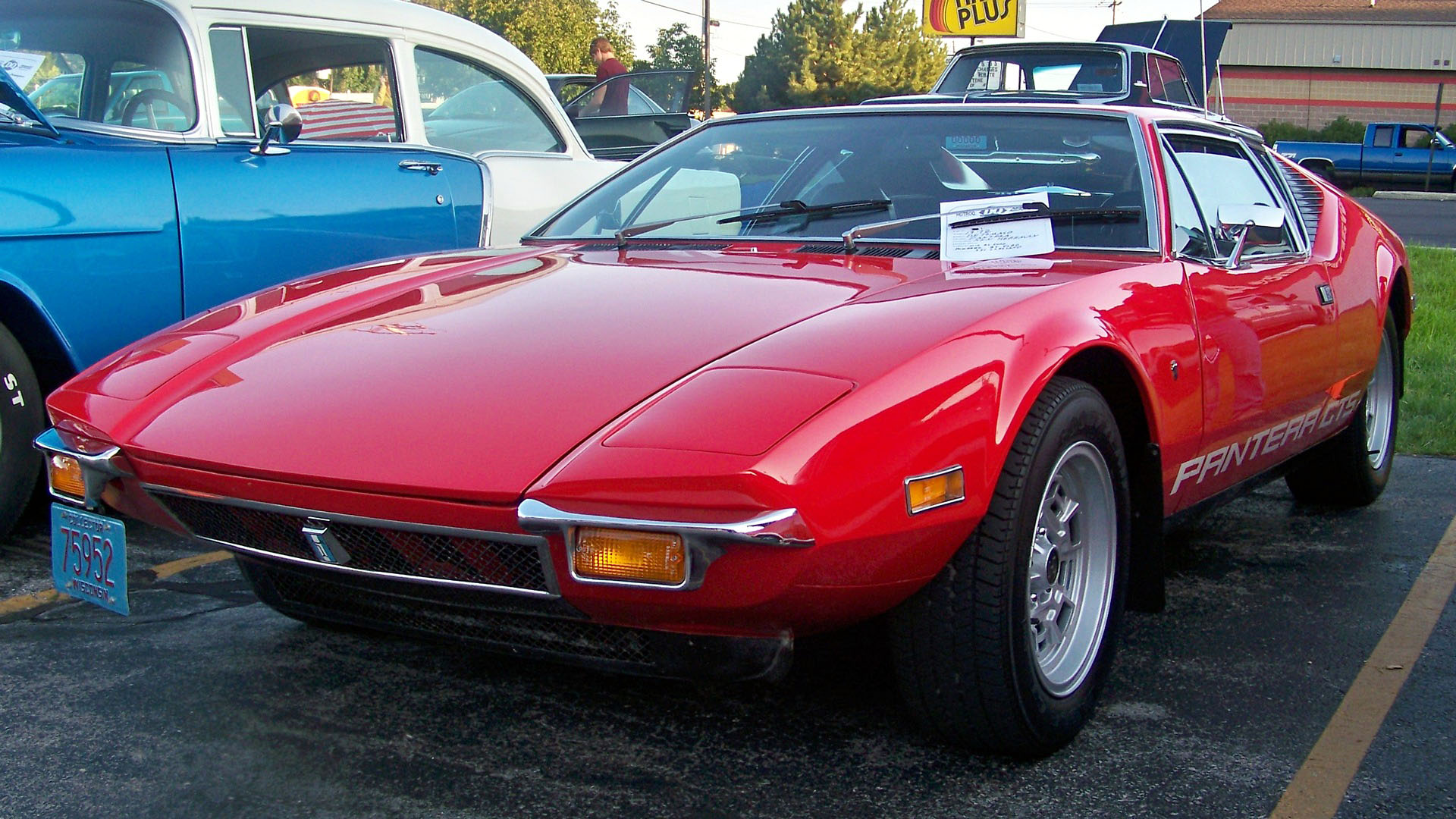
De Tomaso Pantera GTS, opera firmata dal designer statunitense per la Ghia

Nel corso dello stage biennale alla Ghia, collaborò a molti progetti per modelli di produzione, prototipi e concept car, per poi essere assunto, nel 1962, alla Pininfarina dove partecipò alla realizzazione di alcune autovetture, la più celebre delle quali è certamente la Fiat 124 Sport Spider.
Nel 1965 passò alla OSI e, dopo la fuoriuscita di Giorgetto Giugiaro, ritornò in forza alla Ghia dove si occupò della progettazione, tra le altre, della De Tomaso Pantera.
Nel 1978 venne assunto dal gruppo Fiat per dirigere la controllata Advanced Design Studio che si occuperà del progetto stilistico per la Autobianchi Y10, la Fiat Croma e la Lancia Thema. Tre anni dopo passò alla Rayton Fissore per realizzare il progetto della Magnum e, nel 1985, decise di mettersi in proprio, fondando la Dimensione Design, successivamente mutata in Tjaarda Design.
Oltre al campo automobilistico, ha prestato la sua abilità di designer alla realizzazione  dell'elicottero Silvercraft SH-200 e di vari componenti d'arredo.

## Vetture

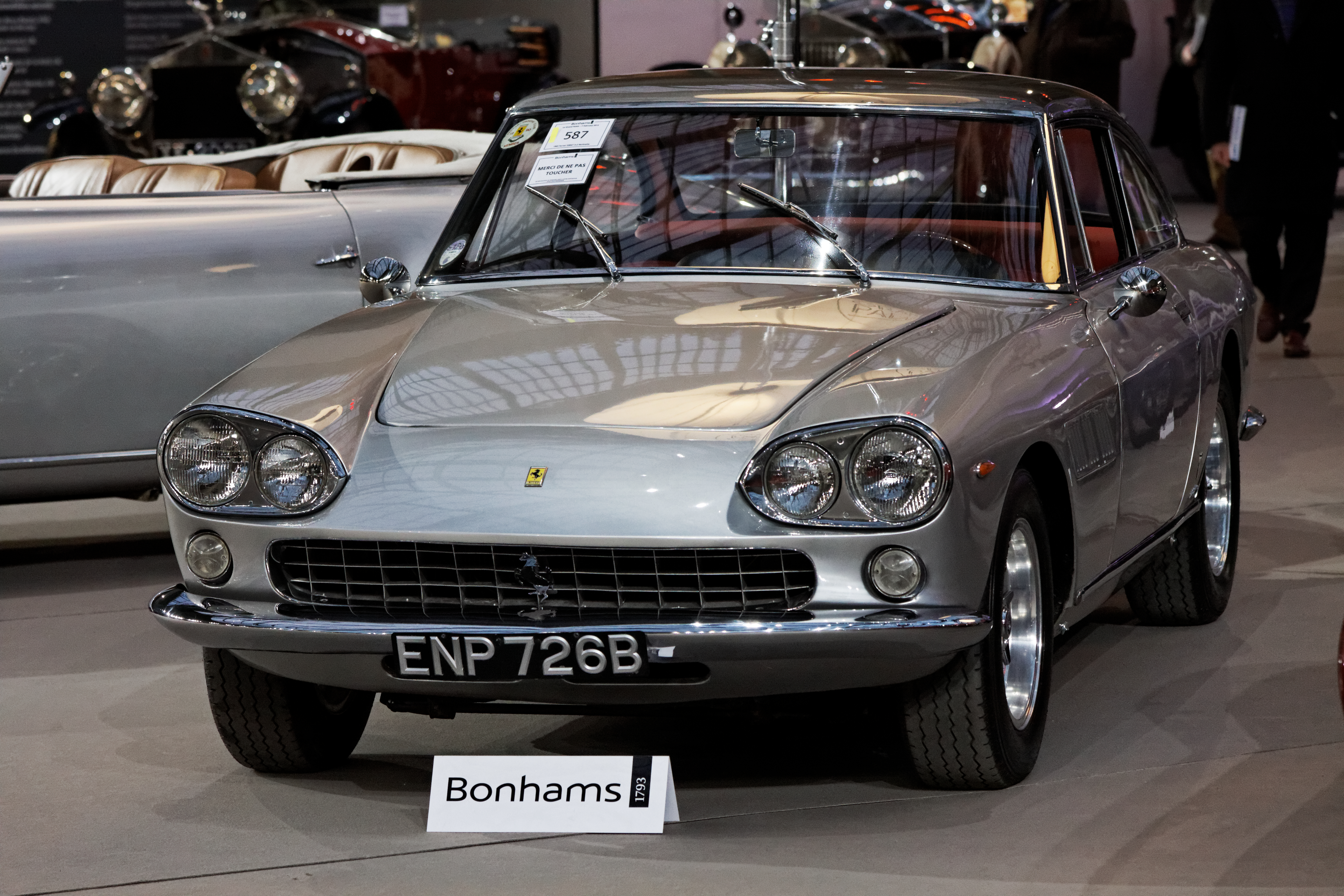
Ferrari 330 GT 2+2 berlinetta del 1965, realizzata da Tjaarda per Pininfarina

Le automobili più note il cui design è stato curato da Tom Tjaarda:
- Ghia Selene (1959) (Con Sergio Sartorelli)
- Innocenti 950 Spider (1960)
- Fiat 2300 Coupé (1961) (con Sergio Sartorelli)
- Pininfarina Rondine (1963)
- Pininfarina Sigma Berlina (1963)
- Ferrari 330 GT 2+2 (1964)
- Fiat 124 Sport Spider (1965)
- Ferrari 365 California (1966)
- Serenissima Agena (1968)
- Isuzu Bellet MX 1600 Ghia GT (1969)
- Lancia Flaminia GT Ghia Marica (1969)
- Lancia Fulvia 1600 HF Ghia Coupé (1969)
- De Tomaso Mustela (1969)
- Lancia Flavia 2000 Giacobbi Sinthesis (1970)
- De Tomaso Deauville (1970)
- De Tomaso Pantera (1970)
- Autozodiaco Damaca (1971)
- De Tomaso 1600 Spider (1971)
- De Tomaso Zonda (1971)
- De Tomaso Longchamp (1972)
- Ford Ghia Wolf (1972)
- Ford Capri Ghia Mustela II (1972)
- De Tomaso Longchamp Spider (1980)
- Chrysler Le Baron (1982)
- Lancia Thema (1984)
- Fiat Croma (1985)
- Autobianchi Y10 (1985)
- Rayton Fissore Magnum (1985)
- Aston Martin Lagonda Coupé (1987)
- Bitter Tasco (1991)
- Isotta Fraschini T8 (1998)
- Spyker C8 Double 12 (2002)
- Fiat Barchetta restyling (2003)
- Ford Mustang GT (2008)